# 日本プラッサー
日本プラッサー株式会社(にっぽんプラッサー: 英文Nippon Plasser K.K.)は東京都豊島区駒込1丁目33番地に本社事務所を持つプラッサー&トイラーの日本ディビジョンである。　

## 概要
オーストリア・プラッサーグループの日本法人として1971年、豊島区駒込に設立した。日本国有鉄道、JRグループをはじめ、大手私鉄、公共公団地下鉄（東京メトロ←帝都高速度交通営団や東京都交通局など）への納入を行っている。
- 設立:1971年1月
- 資本金:3000万円
- 代表:代表取締役ハインツ・シュプリンガー
- 業種:軌道保守機械機械輸入・サービス業
- 従業員数:21名